# بنجامين فرانكلين ماسون
بنجامين فرانكلين ماسون (بالإنجليزية: Benjamin Franklin Mason)‏ هو فنان أمريكي، ولد في 31 مارس 1804، وتوفي في 15 يناير 1871.